# Ташир (Бурятия)
Таши́р (бур. Ташар) — улус в Селенгинском районе Бурятии. Административный центр сельского поселения «Иройское».

## География
Улус расположен на западе района на восточной окраине Малого Хамар-Дабана, в долине реки Иро, правого притока Темника. В 31 км на юго-восток от Ташира, у улуса Шана, находится съезд с региональной автодороги Р440 Гусиноозёрск — Закаменск. Расстояние до районного центра — города Гусиноозёрска — 84 км.

## История
В советское время Ташир — центральная усадьба крупного колхоза-миллионера имени Карла Маркса.

## Население
| 2002 | 2010  |
| ---- | ----- |
| 1421 | ↘1206 |

## Экономика
Основным предприятием улуса является сельскохозяйственный производственный кооператив (СПК) «Иро», занимающийся разведением племенного скота, производством мяса и шерсти.

## Инфраструктура
Средняя общеобразовательная школа, детский сад, Иройский культурно-спортивный комплекс, врачебная амбулатория, почтовое отделение.

## Религия
В 2008 году в Ташире началось возрождение существовавшего в Иройской долине с 1810 по 1936 год Иройского дацана. Строительство велось на пожертвования верующих, средства собирались в Улан-Удэ и Гусиноозёрске. Ныне дацан функционирует; относится к Буддийской традиционной сангхе России.

## Люди, связанные с Таширом и с Иройской долиной
- Лайдапов, Цыбикжап-Намжил (1847—1919) — XIII Пандито Хамбо-лама (1917—1919), настоятель Иройского дацана (1915—1917), уроженец Иройской долины. Близ улуса Ташир установлен субурган, посвящённый его памяти.
- Ванкеев, Жамсо Бальжинимаевич (1914—1993) — Герой Социалистического Труда (1966), орденоносец, ветеран Великой Отечественной войны, председатель колхоза им. Карла Маркса в течение 40 лет (с 1946 года).
- Жалсанова, Пылжит Бальчиновна (1923—1986) — Герой Социалистического Труда (1959), доярка племфермы «Иро» колхоза им. Карла Маркса.